# Cyclopeltis semicordata
Cyclopeltis semicordata là một loài thực vật có mạch trong họ Lomariopsidaceae. Loài này được (Sw.) J. Sm. mô tả khoa học đầu tiên năm 1846.